# Sahuímero
Sahuímero är en ort i Mexiko.   Den ligger i kommunen Hermosillo och delstaten Sonora, i den nordvästra delen av landet, 1 600 km nordväst om huvudstaden Mexico City. Antalet invånare är 193.
Terrängen runt Sahuímero är mycket platt. Havet är nära Sahuímero åt sydväst. Runt Sahuímero är det ganska glesbefolkat, med 45 invånare per kvadratkilometer. Det finns inga andra samhällen i närheten. Omgivningarna runt Sahuímero är i huvudsak ett öppet busklandskap.